# Electric Plus
Electric Plus Bacău este o companie producătoare de tâmplărie din PVC din România.
Compania activează pe piață prin brandul Barrier.
Firma este controlată de omul de afaceri Adrian Gârmacea.
Compania deține la Bacău o fabrică cu o capacitate de producție de circa 350 de ferestre pe zi, distribuite prin intermediul a peste 300 de dealeri.
În plus, compania exportă tâmplărie PVC în țări precum Italia, Franța, Belgia sau Germania.
Cifra de afaceri:
- 2013: 13,6 milioane de euro [1]
- 2012: 9,6 milioane de euro [1]